# Брахмапутра
Брахмапу́тра (на бенгалски: ব্রহ্মপুত্র; на хинди: ब्रम्हपुत्र; на санскрит: ब्रह्मपुत्र; на китайски: 雅鲁藏布江; на тибетски: ཡར་ཀླུང་གཙང་པོ།) е река в Китай, Индия и Бангладеш, ляв приток на Ганг и една от големите водни артерии в Южна Азия. Дължината ѝ е 2896 km, а площта на водосборния басейн 6– 51 334 km2. Реката е плавателна по протежение на около 1300 km от устието. Свързана е пряко с местната религия (хиндуизъм). На санскрит Брахмапутра означава син на бога Брахма. По време на двудневния религиозен фестивал Аштами Снан, провеждан в Бангладеш, местното население се потапя във водите на реката, вярвайки, че водите на свещената река ще пречисти живота им. По своето течение реката има различни названия: в Тибет – Мцанг и Цангпо; при преминаването ѝ през Хималаите – Диханг; в Индия – Брахмапутра; в Бангладеш – Джамуна.

## География
Дължината на реката е 2896 km. Площта на водосборния ѝ басейн варира според източника, но най-често се посочва 651 хил. km2. Басейнът на реката се разпростира на територията на четири страни: Китай (50,5%), Индия (33,6%), Бангладеш (8,1%) и Бутан (7,8%).
Начало на Брахмапутра дават реките Джангци и Чема-Юндунг, стичащи се от северния склон на Хималаите и хребета Кайлаш и съединяващи се в едно корито на височина 4872 m в района на село Омбу. Оттам Брахмапутра тече в протежение на 1100 km успоредно на Хималаите по дъното на надлъжен грабен, приемайки много притоци, подхранващи се основно от топенето на снеговете ледовете в планините. Наклонът на грабена е сравнително малък, така че Брахмапутра през по-голямата част тече спокойно и е достъпна за местното плаване. По-надолу по течението, след вливането на река Джамди отляво, приблизително на 95° и.д. Брахмапутра си пробива път през Хималаите в дълбоки клисури, има бурно течение, образува много бързеи и на места пада от каскади или ниски водопади. В района на село Пасигхат реката излиза от планините и навлиза в най-източната част на Индо-Гангската равнина и тече покрай южното подножие на Хималаите, представлявайки огромна водна артерия, спокойно носеща водите си по дъното на широката долина в неустойчиво корито, разделящо се на ръкави и притоци. Тук се намират много острови, от които най-големият е Маджули – дълъг около 70 km и широк до 15 km. Заобикаляйки планините на Асам, Брахмапутра прави голям завой на юг и се слива с Ганг. Общото корито на Брахмапутра и Ганг се влива в Бенгалския залив на Индийския океан. Делтата на двете реки е площ над 80 хил. km2 и има много сложна структура. Най-значителните притоци на Брахмапутра са: леви – Hay, Ца, Чорта-Цангпо, Рага-Цангпо, Джичу, Джамда, Дибанд, Либру, Лухит, Бури-диханг, Дисанг, Дхансири, Капили; десни – Нянгчу, Сийон, Субансири, Каменг, Бхарели, Манас, Торса, Тиста..

## Хидрология
Брахмапутра е река с мусонен хидрологически режим, като минималният отток на водата е през сухия зимен сезон (ноември-април), а максималният – с началото на топенето на снеговете през пролетта и особено се увеличава през лятото в резултат на топенето на ледниците в планините и падането на мусонните дъждове в Гангската равнина и Хималаите. На летния период се приписва около 65% от оттока. В ниските части на басейна през годината падат средно 2354 mm валежи. Коритото на реката в ниската част на басейна подлежи на изменения с течение на времето, които се обуславят от неравномерния воден режим, а на исторически интервали – аномални нива на валежите и земетресения в района, съпроводени с тектонски движения. Тези изменения засягат също и притоците на Брахмапутра, попадащи в реката в пределите на Бенгалската равнина. В резултат на земетресение от 1762 г. река Тиста става приток на Ганг, а в резултат на силни валежи през 1787 г. отново си изменя курса и става приток на Брахмапутра.
Средният отток при устието е около 19 хил. m3/s, като най-големият месечен отток превишава 32 хил. m3/s през лятото, а най-малкият е 2500 m3/s през зимата. Покачването на речните води в ниските части достига 10 – 12 m и често е съпроводено от катастрофални наводения. Максималният отток на водата през мусонния сезон е около 100 хил. m3/s.
Средномесечнен отток на водата [m³/s], осреднено за периода 1969 – 1975 г.,
 измерен при устието на станция „Бахадурабад“ в Бангладеш.

## История
Според най-ранните сведения името на реката е било Дярданес. В миналото течението на долна Брахмапутра е било различно и е преминавало през Джамалпур и Маймансингх. Малко вода все още преминава по това течение, днес наричано Стара Брахмапутра.
Стои въпросът кога и защо Брахмапутра сменя основното си направление при Джамуна, което може да бъде видяно чрез сравняване на съвременните карти с историческите карти отпреди 1800 г. Брахмапутра вероятно е течала директно на юг през повечето време след последния ледников максимум, превключвайки между двете корита на няколко пъти през холоцен. Според едно предположение последната промяна на курса на реката се случва през 1787 г., когато река Тиста претърпява тежко наводнение.
През 1809 г. Франсис Бюканън пише, че новият канал между Бхаванипур и Деванранж е много по-малък от голямата река, която заплашва да отнесе средата на страната. Към 1830 г. старият канал е намален до съвременния му размер.
Горното течение на Брахмапутра остава неизучено в продължение на много години и фактът, че това е същата река като Ярлунг Цангпо (днес тибетското име на реката), е установен едва по време на изследване от 1884 – 1886 г.

## Стопанско използване
Водите на реката се използват широко за напояване. Милиони човешки животи на индийски и бенгалски жители разчитат на река Брахмапутра. Делтата ѝ е дом на около 130 милиона души, а 600 хиляди души живеят на речните ѝ острови. Тези хора разчитат на годишните нормални наводнения, донасящи влага и свежи седименти към заливните почви, така подпомагайки селскостопанското и морското стопанство. Всъщност два от трите сезонни оризови сорта не могат да оцелеят без вода от наводнения. Освен това рибата, хващана в заливната тераса по време на наводнителния сезон и в крайречните езерца, е основен източник на протеини за много селски популации.
Брахмапутра е плавателна в продължение на 1290 km от устието до каньона Цангпо. В Тибет навигацията е възможна в участък от 690 km.
Благодарение на значителния пад на реката между началото ѝ и устието ѝ Брахмапутра има един от най-големите хидроенергийни потенциали сред реките по света. Например в участъка през Хималаите в каньона Цангпо коритото на реката се спуска 2200 m, а средният отток на реката в този участък е 165,4 km3/год или 5240 m3/s. Според различните източници потенциалът на реката се оценява в граници между 60 и 210 гигавата. Въпреки това енергетичното използване на реката и притоците ѝ е незначително заради политико-териториални проблеми, труднодостъпния терен, сеизмичната му активност и отдалечеността от основните пазари. Водите на Брахмапутра се споделят от Китай, Индия и Бангладеш. През 1990-те и 2000-те години възникват няколко спекулации за китайски планове за строеж на язовирна стена при голямата извивка с перспектива за отклоняване на водите на север към страната. Тази идея бива отхвърляна многократно от китайското правителство. Според китайските учени такова отклоняване на течението не е възможно. Все пак на 22 април 2010 г. Китай потвърждава, че строи язовирна стена на Брахмапутра в Тибет, но уверява Индия, че проектът няма да има никакво значително въздействие върху потока на водата към Индия. Въпреки това темата продължава да е горещо дебатирана в Индия. През последните години се наблюдава засилване на местната опозиция, особено в щата Асам, срещу китайското строителство в горното течение на реката, както и нарастващи критики към индийското правителство, което изглежда, че не отговаря адекватно на китайските хидроенергийни планове.
Към 2012 г. на самата река няма действащи водноелектрически централи. В Индия се проектира ВЕЦ „Долен Сианг“ (2,7 GW) и ВЕЦ „Горен Сианг“ (9,75 GW), а в Китай се строи ВЕЦ „Зангму“ (0,51 GW) и се проектират деривационните ВЕЦ „Мотуо“ (38 GW) и ВЕЦ „Дадукия“ (43,8 GW). В басейна на реката са разположени няколко водноелектрически централи.